# Штумм, Эльза Ивановна
Эльза Ивановна Штумм (род. 24 апреля 1932 год, с. Водное, Таласский район, Таласская область) — доярка колхоза «Мин-Булак» Таласского района Таласской области, Киргизская ССР. Герой Социалистического Труда (1960). Депутат Верховного Совета Киргизской ССР. 

## Биография
Родилась в 1932 году в крестьянской семье в посёлке Водное (ныне – село Мин-Булак Бакай-Атинского района).
Трудовую деятельность начала 13-летним подростком в 1945 году в колхозе «Мин-Булак» Таласского района. Работала дояркой. 
В 1958 году, обслуживая 21 дойных коровы, получила от каждой в среднем по 6200 килограмм молока. Указом Президиума Верховного Совета СССР от 7 марта 1960 года в ознаменование 50-летия Международного женского дня, за выдающиеся достижения в труде и особо плодотворную общественную деятельность удостоена звания Героя Социалистического Труда с вручением ордена Ленина и золотой медали «Серп и Молот».
Дважды избиралась депутатом Верховного Совета Киргизской ССР (1959 – 1967). 
С 1970 года до выхода на пенсию работала дояркой в колхозе «Победа» Таласского района. После выхода на пенсию проживала в родном селе.